# چسواف نیه‌من
چسواف نیه‌مِن (لهستانی: Czesław Juliusz Niemen؛ تلفظ لهستانی: [t͡ʂɛswaf ɲemɛn]؛ ۱۶ فوریهٔ ۱۹۳۹ – ۱۷ ژانویهٔ ۲۰۰۴) موسیقی‌دان، آهنگساز، ترانه‌سرا و خواننده مشهور اهل لهستان بود. وی بین سال‌های ۱۹۶۷ تا ۲۰۰۱ میلادی فعالیت می‌کرد. وی یکی از مهم‌ترین و اصلی‌ترین خواننده-ترانه‌پردازان لهستانی و آهنگسازان راک قرن بیستم بود که عمدتاً به زبان لهستانی می‌خواند.
از فیلم‌ها یا مجموعه‌های تلویزیونی که وی در آن‌ها نقش داشته‌است، می‌توان به عروسی و لهستان بازسازی‌شده اشاره نمود.